# No Toxic
No Toxic (Eigenschreibweise No ToXiC, deutsch „Nicht giftig“) ist ein Jazzalbum von Roby Glod, Christian Ramond und Klaus Kugel. Die vom 21. bis 23. Juni 2022 in Bonn entstandenen Aufnahmen erschienen am 1. Februar 2024 auf Nemu Records.

## Hintergrund
No Toxic ist ein kollaborativ entstandenes Album des Holzbläsers Roby Glod (der sowohl Alt- als auch Sopransaxophon spielt), des Kontrabassisten Christian Ramond und des Schlagzeugers Klaus Kugel. Einziges Fremdkomposition ist „Carol’s Dream“ von Connie Crothers.
Glod und Kugel hatten bereits Mitte der 2000er-Jahre in der Formation Windsleepers (mit Peter Schönfeld, Stefan Heidtmann, Christine Clément) zusammengearbeitet, Kugel und Ramond in den Gruppen von Theo Jörgensmann, Christopher Dell und im Yamabiko Quintet mit Reiner Winterschladen, Michel Pilz und Frank Paul Schubert.

## Titelliste

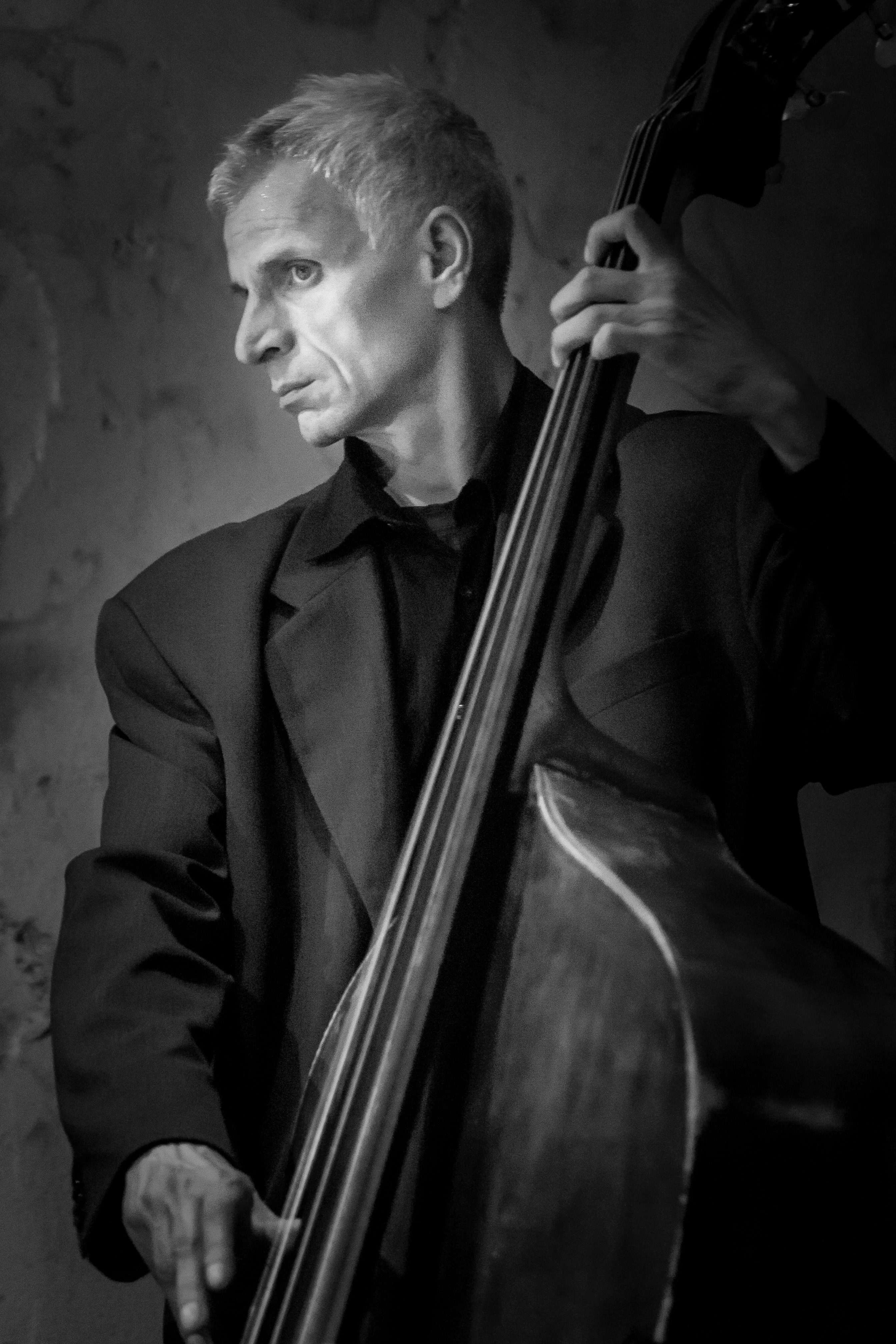
Christian Ramond (2014)

- Glod / Ramond / Kugel: No ToXiC (Nemu Records NEMU 031)[2]

1. Unconscious Superglitzer 4:39
2. Carol’s Dream (Connie Crothers) 8:06
3. Se Chussa De Re 5:50
4. Solution After the Strom 3:19
5. Ho Rot Hi-Beck 5:31
6. Bottlefish 3:15
7. Unconscious Second Turn 5:42
8. Basalte 2:51
9. Subconscious Triptychon 5:47
10. Freggs! 2:40
11. Forgotten Dream 4:52
12. No ToXiC 5:16
13. Vortex Hunter 4:27
14. Jour Fruit 5:30

Wenn nicht anders vermerkt, stammen die Kompositionen von Christian Ramond, Klaus Kugel und Roby Glod.

## Rezeption

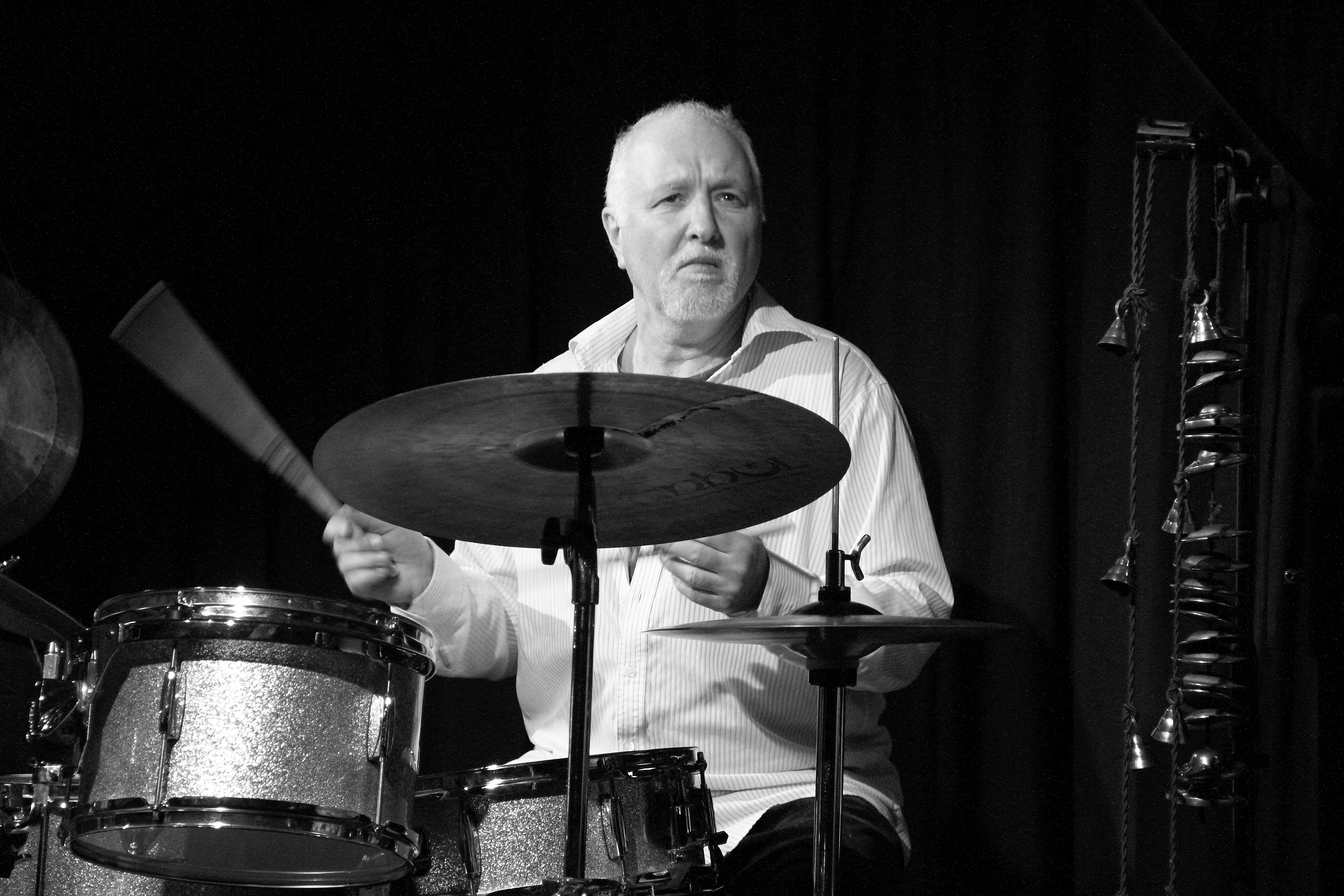
Klaus Kugel bei einem Konzert im club W71, 2018

Nach Ansicht von Glenn Astarita, der das Album in All About Jazz rezensierte, ist das kollaborativ entstandene „Wunderwerk“ No ToXiC eine Herausforderung – „ein klanglicher Fehdehandschuh“, der dem Free Jazz und der Improvisationsmusik vor die Füße geworfen werde. Der Hörgenuss werde nur durch sein visuelles Gegenstück übertroffen – das Albumcover von Andrea Silbermann, das man als visuelles Äquivalent der Jazzimprovisation bezeichnen könnte; abstrakt, faszinierend und unmöglich zu ignorieren. Glod, Ramond und Kugel würden nicht einfach nur ihre Instrumente spielen, sie hätten eine Rebellion organisiert. Dieser Ausflug lade nicht nur zum Zuhören ein – er fordere heraus, ihn zu erleben. Ganz gleich, ob man ein erfahrener Jazzkenner oder ein Neueinsteiger sei, der sich auf Entdeckungsreise begibt, No ToXiC verspreche eine Reise durch Klanglandschaften, die ebenso verwirrend wie schön sind.
Diese 14 Tracks von No Toxic würden die interaktiven Fähigkeiten dreier deutscher Musiker zeigen, die seit zwei Jahrzehnten zusammen spielen, schrieb Ken Waxman (JazzWord). Roby Glod, der am Konservatorium Luxemburg unterrichtet, und der Kölner Bassist Christian Ramond hätten ähnliche Erfahrungen mit namhaften Improvisatoren wie Kugel. Wenn es so etwas wie konfrontativen Kammerjazz gibt, dann hätten Glod/Ramond/Kugel ihn perfektioniert. Das Trio gleite mit einem Minimum an Störungen, aber mit einem Maximum an subtil betonten unerwarteten Klangfarben durch die meist improvisierten Stücke. Während Glods Bop-reflektierendes Altwerk manchmal mehr an Charlie Parker als an Peter Brötzmann erinnere, sei er anderswo und insbesondere am Sopransaxophon kühner.